# Джеймс Джегго
Джеймс Джегго (англ. James Jeggo, нар. 12 лютого 1992, Відень) — австралійський футболіст, півзахисник шотландського «Гіберніана» та національної збірної Австралії.

## Клубна кар'єра
Джегго народився 12 лютого 1992 в столиці Австрії місті Відень і почав там грати у футбол за команду «Швехат», до академії якої потрапив у віці чотирьох-п'яти років. У віці десяти років він з сім'єю переїхав до Австралії. Там він займався футболом у команді в команді «Грін Галлі», з якого потрапив до Інституту спорту Вікторії (VIS). У віці 16 років Джегго взяв майже рік залишався без футболу після діагностики лімфоми Ходжкіна. Хвороба була успішно вилікована восьмимісячною хіміотерапією в Королівській дитячій лікарні Мельбурна.
У 2010 році його прийняли до молодіжної команди професійного клубу «Мельбурн Вікторі», з яким він брав участь у Національній молодіжній лізі та за команду «ВТС Футбал» у Прем'єр-лізі Вікторії. Незважаючи на те, що він зазнав перелому щиколотки, перший контракт з професійною командою він підписав у березні 2011 року. 12 листопада 2011 року в матчі проти «Сентрал Кост Марінерс» він дебютував у A-Лізі. 7 березня 2014 року в поєдинку проти тієї ж команди Джеймс забив свій перший гол за «Мельбурн Вікторі». Загалом Джегго відіграв за команду з Мельбурна три сезони своєї ігрової кар'єри, взявши участь у 30 матчах чемпіонату, так і не ставши основним гравцем.
Влітку 2014 року його контракт закінчився і Джегго уклав угоду з клубом «Аделаїда Юнайтед». 12 жовтня в матчі проти «Брисбен Роар» він дебютував за новий клуб. У цьому ж році Джеймс допоміг клубу виграти дебютний розіграш Кубка Австралії. Джегго зіграв повний матч за «червоних» у фіналі турніру, в якому його команда забезпечила собі перемогу над «Пертом Глорі» 1:0, а Джегго здобув свій перший клубний трофей у своїй кар'єрі. 5 січня 2015 року в поєдинку проти цього ж таки «Перт Глорі» Джегго забив свій перший гол за «Аделаїду Юнайтед». За підсумками сезону він був визнаний кращим молодим гравцем сезону.
На початку 2016 року Джеймс перейшов у австрійський «Штурм» (Грац). Перші півроку Джегго набирався практики в дублі і лише 23 липня в матчі проти «Ред Булл Зальцбург» він дебютував в австрійській Бундеслізі. 29 квітня 2018 року в поєдинку проти столичного «Рапіда» Джегго забив свій перший гол за «Штурм». У тому ж році він допоміг клубу виграти Кубок Австрії.
Влітку 2017 року Джегго на правах вільного агента підписав угоду зі столичною «Аустрією». У матчі проти ЛАСКа він дебютував за нову команду. 16 грудня в поєдинку проти столичного «Рапіда» Джеймс забив свій перший гол за «Аустрію». Загалом у складі віденців він за два сезони провів 46 матчів у Бундеслізі.
16 серпня 2020 року Джегго приєднався до грецького клубу «Аріс», підписавши дворічний контракт.

## Виступи за збірну
Виступ центрального півзахисника не залишився непоміченим австралійською асоціацією, і тренер команди U-23 Ауреліо Відмар викликав його до своєї олімпійської збірної U-23 у березні 2012 року на останні ігри в рамках кваліфікації на Олімпійські ігри 2012 року. На цей момент Австралія вже не мала шансів відійти на турнір, втім навіть так Джегго не зміг дебютувати за команду через травму коліна.
Закріпившись у стартовому складі «Штурма» на початку сезону 2016/17 років, де став основним опорним півзахисником, Джегго був вперше викликаний до національної збірної Австралії на матчі кваліфікації до чемпіонату світу проти Саудівської Аравії та Японії в жовтні 2016 року, втім на поле так і не вийшов. 12 червня 2017 року стало ясно, що півзахисник і капітан збірної Австралії Міле Єдинак через пошкодження не зіграє на Кубку конфедерацій 2017 року у Росії, замість нього на турнір головний тренер збірної Анге Постекоглу викликав Джегго. На турнірі Джеймс був запасним гравцем і знову за збірну не дебютував.
Лише 20 листопада 2018 року в товариському матчі проти збірної Лівану (3:0) Джегго таки дебютував за збірну Австралії. Він вийшов на заміну на 74-й хвилині, замінивши Мустафу Аміні.
Наступного року у складі збірної був учасником Кубка Азії 2019 року в ОАЕ, де не зіграв жодного матчу.

## Титули і досягнення
- Володар Кубка Австралії (1):

«Аделаїда Юнайтед»: 2014
- Володар Кубка Австрії (1):

«Штурм» (Грац): 2017–18

## Особисте життя
Батьки Джегго з Англії, його батько працював в ООН, а брат також став футболістом. У вільний час Джегго любить грати в гольф.
Джеймс Джегго одружений з австралійкою Шеннен Джей Перумал з кінця грудня 2017 року.